# Tricosane
Le tricosane est un hydrocarbure linéaire de la famille des alcanes (paraffine) de formule brute C23H48 . Il a une légère odeur de cire.

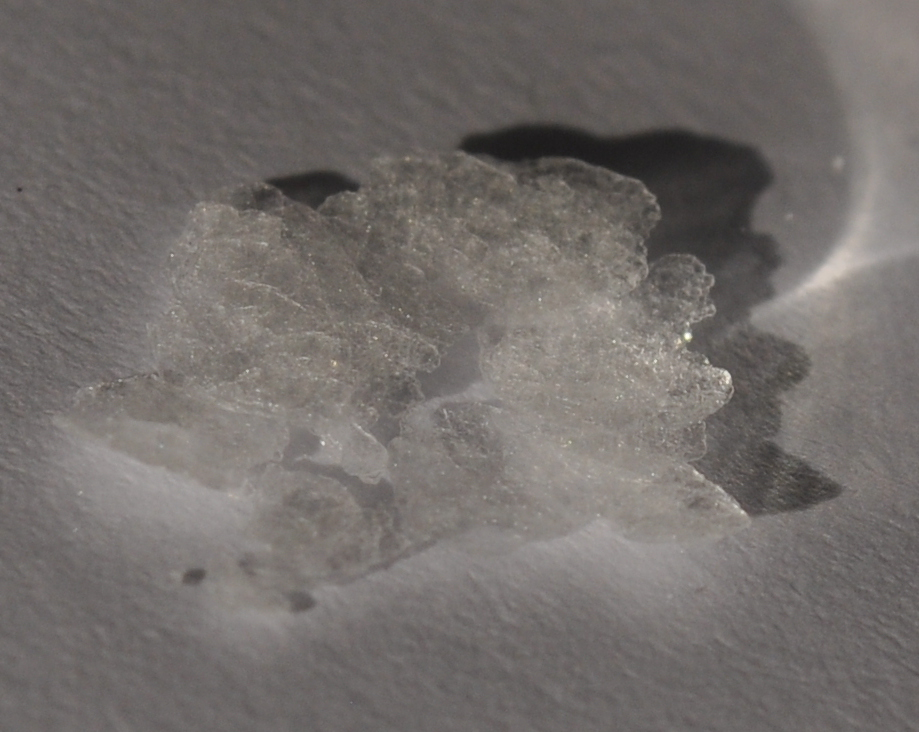